# Oskar Herrfurth

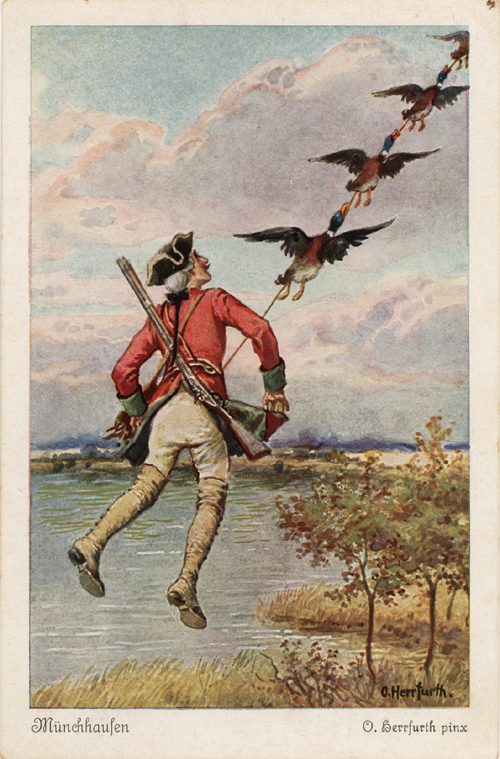
Münchhausen

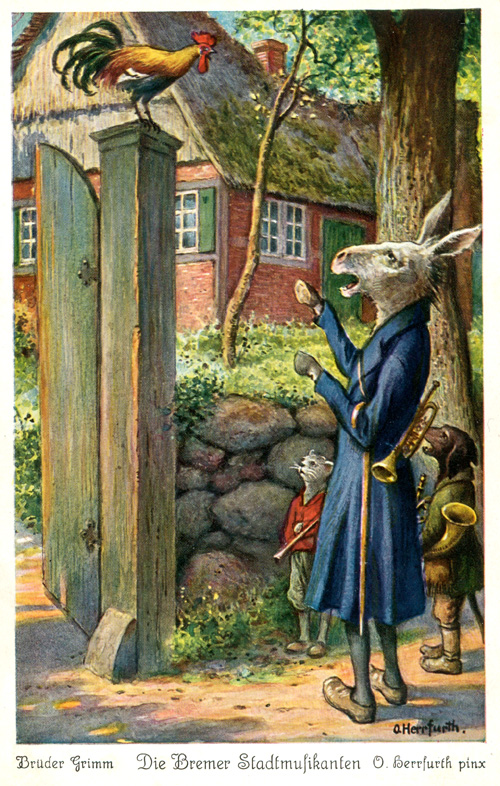
Die Bremer Stadtmusikanten

Oskar Herrfurth (* 5. Februar 1862 in Merseburg; † 1934) war ein deutscher Maler und Illustrator.

## Leben
Seine Ausbildung erhielt er an der Kunstschule in Weimar, in Weimar lebte er auch viele Jahre, später dann in Hamburg. Er malte Genrebilder sowie Märchenbilder und war als Illustrator tätig. Er illustrierte u. a. die Lügengeschichten von Karl Friedrich Hieronymus Freiherr von Münchhausen, Werke von Karl May sowie Grimms Märchen und Märchen von Hans Christian Andersen und Ludwig Bechstein.

## Werke (Auswahl)
Illustrator folgender Postkartenserien, die alle bei Uvachrom erschienen sind:
- Münchhausen, 2 sechsteilige Serien
- Eulenspiegel, sechsteilig
- Die Bremer Stadtmusikanten (Brüder Grimm), sechsteilig
- Der kleine Däumling (Bechstein), sechsteilig
- Der Schweinehirt (Andersen), sechsteilig, 1920
- Die sieben Raben (Brüder Grimm), sechsteilig
- Der Rattenfänger von Hameln, sechsteilig
- Siebenschön (Bechstein), sechsteilig
- Der Wolf und die sieben Geißlein (Brüder Grimm), sechsteilig
- Marienkind (Brüder Grimm), sechsteilig
- Das Schlaraffenland, sechsteilig
- Die Heinzelmännchen, sechsteilig
- Kalif Storch (W. Hauff), sechsteilig, Serie 387

Illustrierte Bücher:
- Der blaurote Methusalem. Von Karl May. Mit einem farbigen Titelbild und 16 Tondruckbildern. 4. Auflage. Stuttgart u. a.: Union Deutsche Verlagsgesellschaft (1904).
- Karl May. Der Ölprinz. Mit 16 Farbendruckbildern. 5. (letzte) Auflage. Stuttgart u. a.: Union Deutsche Verlagsgesellschaft (1909).